# هاري سينغ نالوا
هاري سينغ نالوا بالبنجابية ہری سنگھ نلوہ (1791-1837) كان قائداً عاماً لجيش السيخ خالصة، جيش إمبراطورية السيخ. وهو معروف لدوره في فتوحات كاسور وسيالكوت وأتوك ومولتان وكشمير وبيشاور وجمرود. وهو أيضا مؤسس مدينة هاريبور في باكستان، والتي سميت باسمه.
كان هاري سينغ نالوا مسؤولاً عن توسيع حدود الإمبراطورية السيخية إلى ما وراء نهر إندوس وصولاً إلى مصب ممر خيبر. في عام 1831، عارض تحركات مهراجا رانجيت سينغ لتعيين خراك سينغ خلفا له كمهندس للإمبراطورية السيخية في وقت وفاته، كانت الحدود الغربية للإمبراطورية جامرود.
شغل منصب حاكم كشمير وبيشاور وهزارة. أنشأ دار سك العملة نيابة عن إمبراطورية السيخ لتسهيل تحصيل العائدات في كشمير وبيشاور.

## حياة سابقة
ولد هاري سينغ نالوا في جوجرانوالا، في منطقة ماجها في البنجاب، إلى غورديال سينغ أوبال ودارام كور، في عائلة خاتري. بعد وفاة والده في عام 1798، ربته والدته. في عام 1801، في سن العاشرة، أخذ عمريت سانشار وتم تعميده كسيخ. في سن الثانية عشر، بدأ في إدارة ممتلكات والده، وتعلم ركوب الخيل.
في عام 1804، في سن الرابعة عشرة، أرسلته والدته إلى محكمة رانجيت سينغ لحل نزاع حول الملكية. قرر رانجيت سينغ التحكيم لصالحه بسبب خلفيته وكفاءته. وكان هاري سينغ قد شرح أن والده وجده كانا يعملان تحت مها سينغ وشارات سينغ، أسلاف المهراجا، وأظهروا مهاراته كخيّالة وفرسان. أعطاه رانجيت سينغ منصبا في المحكمة كمساعد شخصي.

## البعثة الدبلوماسية
في عام 1831، تم تعيين هاري سينغ نالوا لرئاسة بعثة دبلوماسية إلى اللورد ويليام بينتينك، الحاكم العام للهند البريطانية. واجتمع اجتماع روبار بين مهراجا رانجيت سينغ ورئيس الهند البريطانية بعد ذلك بوقت قصير. رأى المهراجا هذه مناسبة جيدة للحصول على ابنه، خراك سينغ، اعترف بأنه وريث له. أعرب هاري سينغ نالوا عن تحفظات قوية ضد أي تحرك من هذا القبيل. أراد البريطانيون إقناع رانجيت سينغ بفتح السند للتجارة.

## ميراث

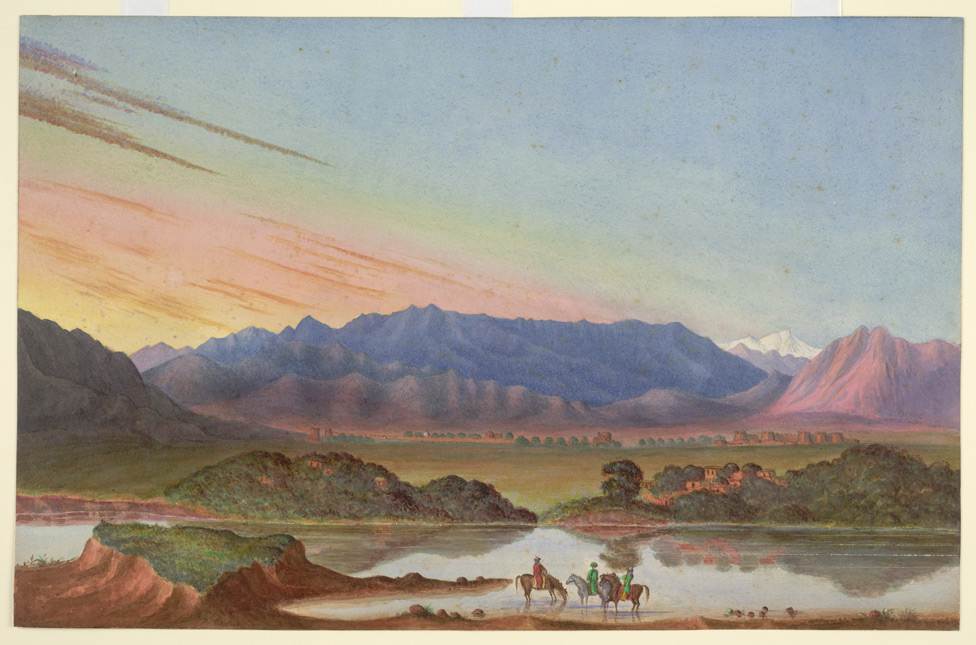
من الطبيعة بواسطة الجنرال جيمس أبوت 1850 "

وكان نالوا أيضا باني. ونُسب إليه 56 مبنى على الأقل، تضمنت الحصون والأسوار والأبراج والدبابات والمعابد والمساجد والمدن والحدائق. قام ببناء مدينة هاريبور المحصنة في عام 1822. كانت هذه أول مدينة مخططة في المنطقة، مع نظام توزيع مياه رائع.  حصنه قوي جدا، وتقع في الوادي عند سفح الجبال، لها أربعة أبواب. كانت محاطة بجدار بسماكة أربعة ياردات و 16 ياردة عالية. جلب وجود نالوا هذا الشعور بالأمان إلى المنطقة عندما زار هوغل هاريبور في 1835-186، وجد البلدة مليئة بالنشاط. هاجر عدد كبير هناك وأسس تجارة مزدهرة.

## الاستحسان

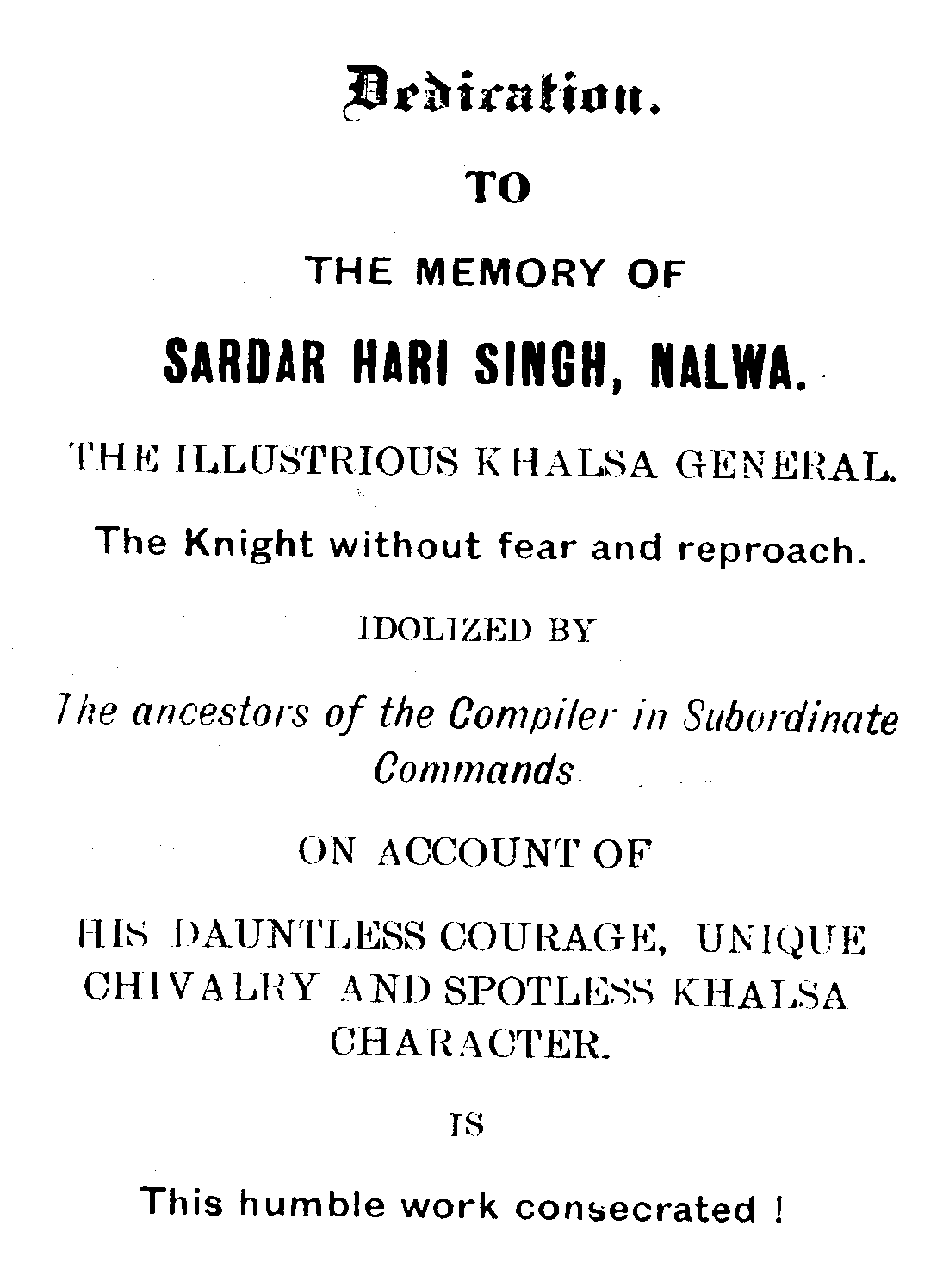
تحية لبطل خلصاجي. استمرت صفات هاري سينغ نالوا القيادية في إلهام السيخ بعد مرور 81 عامًا على وفاته (الصفحة الأولى لكتاب نشر عام 1918)

تم إصدار ختم بريد تذكاري من قبل حكومة الهند في عام 2013، بمناسبة الذكرى 176 لوفاة نالوا.

## الموت
توفي هاري سينغ نالوا وهو يقاتل قوات باتان من دوست محمد خان من أفغانستان. تم حرقه في حصن جمرد الذي بني عند مصب ممر خيبر في خيبر بختونخوا. احتفل بابو جاجو مول كابور، وهو من سكان الهند في بيشاور، بذكراه من خلال بناء نصب تذكاري في الحصن في عام 1892.

## الثقافة الشعبية
أصبحت حياة هاري سينغ نالوا موضوعًا شعبيًا لقصص الدفاع عن النفس. كان مؤلفوه الأوائل من الشعراء، بما في ذلك قدير بخش أورف كاديارار،
```
مصر هاري شاند أورف قدريار 
[
17
]
 ورام دايال،
[
18
]
 كلهم في القرن التاسع عشر.
```

في القرن العشرين، قامت الأغنية مير ديش كي دارتي من فيلم بوليكار عام 1967 بأوكار.
في 30 أبريل 2013، أصدر طابع بريد تذكاري يكرّم هاري سينغ.